# Penepodium hortivagans
Penepodium hortivagans là một loài côn trùng cánh màng trong họ Sphecidae, thuộc chi Penepodium. Loài này được Strand miêu tả khoa học đầu tiên năm 1910.